# Olga Antonova
Pour les articles homonymes, voir Antonova.
Olga Antonova (née le 16 février 1960) est une athlète russe spécialiste du 100 mètres et du 200 mètres.

## Carrière

### Palmarès
| Date | Compétition                    | Lieu     | Résultat | Épreuve        | Performance |
| ---- | ------------------------------ | -------- | -------- | -------------- | ----------- |
| 1983 | Championnats du monde          | Finlande | 6e       | 4 × 100 mètres | 43 s 22     |
| 1984 | Championnats d'Europe en salle | Göteborg | 3e       | 200 mètres     | 23 s 80     |
| 1987 | Championnats du monde          | Rome     | 3e       | 4 × 100 mètres | 42 s 33     |